# Consiglio tribale Naut'sa mawt
Il Consiglio Tribale Naut’sa mawt, in inglese Naut'sa mawt Tribal Council, abbreviato NmTC, è un Consiglio Tribale appartenente alle Prime Nazioni situato in Columbia Britannica, Canada, con gli uffici a Tsawwassen e Nanaimo. L'NmTC consiglia ed assistste le sue 11 Nazioni membro in tema di pianificazione per le comunità, sviluppo economico, gestione finanziaria, amministrazione e servizi tecnici (tra cui infrastrutture per le comunità, progetti d'investimento, sviluppo ed ispezioni abitative, qualità dell'acqua e preparazione alle emergenze.) L'NmTC è anche attivamente coinvolto nella promozione del dialogo e della comunicazione tra i suoi membri e le comunità vicine.
Le nazioni membro della regione coprono le aree dello Stretto di Georgia, dello Stretto di Juan de Fuca e dell'Isola di Vancouver orientale e meridionale, della Lower Mainland e della Sunshine Coast.
La sede principale del Consiglio Tribale è nei territorii della Prima nazione Snuneymuxw a Nanaimo sull'Isola di Vancouver. Un ufficio sulla terraferma si trova nei territori della Prima Nazione Tsawwassen vicino all'area di Tsawwassen nella municipalità di Delta.

## Nazioni membro
- Prima Nazione Halalt, Crofton, BC
- Prima Nazione Homalco, Campbell River, BC
- Prima Nazione Klahoose, Cortes Island, BC
- Prima Nazione Malahat, Mill Bay, BC
- Prima Nazione Nanoose, Lantzville, BC
- Prima Nazione Sliammon, Powell River, BC
- Prima Nazione Snuneymuxw, Nanaimo, BC
- Prima Nazione Stz'uminus, Ladysmith, BC[3]
- Prima Nazione Tsawwassen, Tsawwassen, BC
- Prima Nazione Tsleil-Waututh, North Vancouver, BC
- Prima Nazione T'sou-ke, Sooke, BC[4]

## Direttori del Consiglio
Nel 2012-13 la direzione del Consiglio Tribale era composta da:

### Esecutivo
- Doug White, Prima Nazione Snuneymuxw - Presidente
- Terry Sampson, Prima Nazione Stz'uminus - Vice-Presidente
- Gordon Planes, Prima Nazione T'Sou-ke - Segretario Tesoriere[5]

### Altri direttori
- Bryce Williams, Prima Nazione Tsawwassen
- Lawrence Mitchell, Prima Nazione Nanoose
- Russell Harry, Prima Nazione Malahat
- James Delorme, Prima Nazione Klahoose
- James Thomas, Prima Nazione Halalt
- Carleen Thomas, Prima Nazione Tsleil-Waututh
- Bill Blaney, Prima Nazione Homalco
- Walter Paul, Prima Nazione Sliammon[5]

## Il giornale "on line" Klahowya
L'NmTC pubblica un giornale "on line", dal nome Klahowya - the voice of the member nations of the Naut'sa mawt Tribal Council.